# Adolphe Nourrit
Adolphe Nourrit (Montpellier, 3 de março de 1802 — 8 de março de 1839) foi um tenor francês.
Filho do cantor Louis Nourrit (1780-1831), estreou na Ópera de Paris em 1821 e, nos dez anos seguintes, viveu todos os mais importantes papéis da novas óperas francesas: A muda de Portici, A Hébrida, Roberto do Diabo, Os Huguenotes, Moisés no Egito e Guilherme Tell.
Mudando-se para a Itália, estabeleceu-se em Nápoles, onde conquistou o aplauso do público e da crítica, estrelando Norma, de Vincenzo Bellini, e Poluto, que Gaetano Donizetti escreveu especialmente para ele.
Em 8 de março de 1839, num acesso de delírio paranóico, suicidou-se, saltando do telhado de seu apartamento.